# Madame Clicquot Ponsardin
Barbe-Nicole Clicquot-Ponsardin (Reims, 16 de dezembro de 1777 — França, 29 de julho de 1866), também conhecida como "a Grande Dama de Champagne" ou mais comummente Viúva Clicquot, foi uma empresária francesa do ramo de bebidas.

## Biografia
Nicole Clicquot, nasceu na cidade de Reims, na França, em 1777. Era filha de Nicolas Ponsardin, grande empresário francês da industria têxtil e prefeito de Reims.
Seu marido François morreu em 1805, deixando sua viúva sob o controle de uma empresa envolvida em atividades bancárias, comércio de lã e produção de champanhe. Aos 27 anos, a Viúva Clicquot, assumiu o negócio de seu marido e focou-se inteiramente na produção de champanhe e prosperou usando os fundos fornecidos pelo sogro. Sob seu comando e sua habilidade com o vinho, a empresa desenvolveu o champanhe precoce, usando uma nova técnica chamada remuage. Antes desta invenção, a segunda fermentação do vinho para criar champanhe resultou em um vinho muito doce com grandes bolhas e sedimentos dos restos da levedura usados na fermentação na garrafa (que cria as bolhas no vinho), resultando em um vinho turvo.
Com a criação do remuage, Clicquot reinventou o mercado do champanhe e se tornou uma das mais ricas empresárias da Europa. Ainda hoje sua empresa leva seu nome, Veuve Clicquot.